# Siebera oblonga
Siebera oblonga är en flockblommig växtart som beskrevs av Spencer Le Marchant Moore. Siebera oblonga ingår i släktet Siebera och familjen flockblommiga växter. Inga underarter finns listade i Catalogue of Life.